# Not Fucking Around Coalition
La Not Fucking Around Coalition (NFAC) es un grupo Paramilitar, que aboga por el nacionalismo negro y es una de las tantas ramificaciones del movimiento de milicias en los Estados Unidos. El grupo defiende la autodeterminación de la población afroamericana y la creación una nueva nación negra. Ha sido descrito por algunos medios de comunicación como una “milicia negra”. El grupo además niega cualquier conexión con el Partido Pantera Negra o el movimiento Black Lives Matter

## Trasfondo y Organización
John Fitzgerald Johnson, conocido como "Grand Master Jay" y John Jay Fitzgerald Johnson, ha clamando el liderazgo del grupo y ha declarado que está compuesto por "tiradores y ex militares". Johnson sirvió en la Guardia Nacional de Virgina y en el Ejército de 1989 al 2006. Fitzgerald se postuló para presidente de los EE. UU. en 2016. En un comunicado mencionó que "Somos una milicia negra, no somos manifestantes, no somos agitadores. No venimos para gritar, no venimos a recitar cánticos. Eso no es lo que nosotros hacemos."  Además, en la misma entrevista, Johnson expreso su visión del nacionalismo negro, planteando de que los Estados Unidos deberían entregar el estado de Texas a los afroamericanos para que puedan formar un país independiente, o permitir que los afroamericanos salgan de los Estados Unidos a otro país que les proporcionaría la tierra en la que formarse una nación independiente. En 2019 Grand Master Jay dijo al Atlanta Black Star que la organización fue formada para impedir una nueva Masacre de Greensboro.
Thomas Mockaitis, profesor de historia en Universidad DePaul mencionó que "Lo que se observa (en los miembros de NFAC) emula a las Panteras Negras pero ellos son más fuertemente armados y más disciplinados.. hasta ahora,  se han coordinado con policía y han evitado comprometerse violentamente."

## Actividades
La primera aparición pública del NFAC fue el 12 de mayo del 2020, protesta cerca Brunswick, Georgia, durante las marchas por el asesinato de Ahmaud Arbery aunque fueron identificados por medios de comunicación locales como "Panteras Negras".
Johnson declaró que NFAC proporcionó seguridad y vigilancia armada para la hermana de Rayshard Brooks, ya que ella la había requerido. Miembros del NFAC la escoltaron durante un mitin en el centro de Atlanta en junio de ese mismo año.
El 4 de julio, del 2020, los medios de comunicación locales informaron que aproximadamente, entre 100 y 200 militantes armados marcharon a través del Stone Mountain Park en Atlanta, Georgia, pidiendo quitar del lugar un monumento de un general Confederado. Reuters informó el número de participantes como "decenas." El NFAC posteó vídeos del acontecimiento e informó que eran 1500 participantes. La Asociación Conmemorativa Stone Mountain Park, (el cual opera el parque), declaró que los manifestantes eran pacíficos y ordenados. Johnson declaró en el sitio, el cual es importante para miembros del Ku Klux Klan: "Nuestro objetivo inicial era para tener una formación de nuestra milicia en el parque para enviar un mensaje que mientras se están aboliendo estas estatuas a través del país, (...)" También declaró que la marcha fue en respuesta a una amenaza emitida por miembros del KKK en el que supuestamente empezarían a disparar a personas negras a partir de las 8:00 p. m. durante las festividades del 4 de julio. Johnson también declaró, "Quiero que el corazón del Ku Klux Klan me escuche sin importar qué carajos quieren. Estoy en su hogar, ¿y donde están? Hiciste una amenaza. No nos intimidarás".
El 25 de julio del 2020, un medio de comunicación local declaró que "más de 300" miembros estuvieron reunidos en Louisville, Kentucky para protestar por la inacción contra los agentes responsables de la fallida redada en la que murió Breonna Taylor. El NFAC posteo un vídeo de la marcha en su canal oficial de Youtube, informando que el número de miembros que asistieron a la marcha fue de 3,500. En respuesta al anuncio del NFAC un número aproximado de 50 militantes pertenecientes a Three Percenters se hicieron presentes. La policía  antidisturbios de Louisville se puso en marcha, para evitar un enfrentamiento entre ambas partes. Tres miembros del NFAC fueron heridos durante un incidente aislado, relacionado con el mal uso de un rifle. El NFAC dijo que el incidente ocurrido cuando una persona quién no fue todavía admitido al grupo, se desmayo por deshidratación y al caer su arma esta se disparó. La arma era una escopeta viaje que Johnson dijo no haber aprobado para la marcha. Los proyectiles de escopeta rebotaron e impactaron a tres personas. Johnson informó que dos de los heridos  fueron supervisados por médicos y fueron autorizados a continuar.
El 3 de octubre, 400 miembros del NFAC junto a otros 200 manifestantes armados realizaron una marcha en la ciudad de Lafayette, Luisiana. Esta manifestación fue realizada después de que el miembro de la Cámara de Representantes de los Estados Unidos Clay Higgins realizara amenazas contra los manifestantes armados que asistieron a una marcha en honor de Trayford Pellerin (un afroamericano que murió a manos de policía en agosto pasado). El Dirigente Grand Master Jay junto con otros exponentes hablaron en el Parc San Souci, instando a miembros a continuar las protestas. Después de su aparición, el grupo desfiló y se marchó.
El 2 de noviembre, la activista Keiajah Brooks anunció vía Twitter que está bajo la protección del NFAC después de múltiples casos de acoso cometidos por agentes del Departamento de Policía de Ciudad de Kansas. Una semana previa, ella hizo viral poco después de publicar un vídeo donde criticó a los comisarios de la ciudad por “escoger beneficios sobre los de la gente” así exigir la renuncia del jefe policial Rick Smith.
Más tarde el 3 de diciembre, Johnson fue arrestado por supuestamente apuntar su rifle en contra de agentes de policía durante protestas contra la muerte de Breonna Taylor.